# 佐藤治
佐藤　治（さとう　おさむ）は青森県出身の日本の柔道家。階級は中量級(80kg級)及び軽重量級(93kg級)。身長173cm。

## 経歴
明治大学に進むと、1961年の全日本学生柔道優勝大会でチームの優勝に貢献した。
全日本学生柔道選手権大会無差別では3位となった。
卒業後は倉敷レイヨン所属となった。
1964年の東京オリンピック中量級の日本代表最終候補に岡野功、関勝治、遠刕信一とともに残るも、結果として岡野功が選出されたためにオリンピック代表にはなれなかった。
1966年のアジア選手権では重量級と無差別に出場するが、ともに決勝で三菱重工の前島延行に敗れて2位にとどまった。
1967年の世界選手権軽重量級でも決勝まで進むが、博報堂の佐藤宣践に優勢負けして2位に終わった。

## 主な戦績
- 1959年 -　全日本学生柔道優勝大会　2位
- 1960年 -　全日本学生柔道優勝大会　3位
- 1961年 -　全日本学生柔道優勝大会　優勝
- 1961年 -　全日本学生柔道選手権大会　無差別　3位
- 1966年 -　アジア選手権　重量級　2位　無差別　2位
- 1967年 -　世界選手権　軽重量級　2位